# Ein Fall für die Erdmännchen
Ein Fall für die Erdmännchen ist eine deutsche Kindersendung, die seit 2015 produziert wird. Die Serie entstand aus der Kurzfilmreihe „Jan & Henry“ für die Kindersendung „Unser Sandmännchen“. Regie und Buch werden von Martin Reinl übernommen, der auch gleichzeitig das Erdmännchen Jan spielt. Produziert wird die Sendung von der bigSmile Entertainment GmbH für den NDR und KiKA. Gespielt wird die Serie durch Menschen und Puppen.

## Konzept
Die Erdmännchen Jan und Henry, die die Hauptrolle als Detektive einnehmen, lösen in jeder Folge einen Kriminalfall, und dies auch immer schneller als der Kommissar. Im Regelfall finden sie nicht sofort den Verbrecher, sondern verdächtigen zuerst zwei bis drei Unschuldige.

## Hauptrollen

### Jan und Henry
Jan und Henry sind Erdmännchen und die Hauptfiguren der Serie. Bei Jan sind Ohren und Nase lila, bei Henry sind sie orange. Die beiden sind Geschwister. Über ihre Herkunft und ihr Alter ist nichts bekannt, nur so viel, dass Henry eine halbe Stunde älter ist. Deswegen hat er auch schon Zähne. Jan und Henry wohnen zusammen in einer Erdhöhle und schlafen gemeinsam in einem Bett, das sie „Bettchen“ nennen. Nach eigenem Bekunden sind sie „Erdmännchen-Detektive“; in dieser Funktion lösen sie die Fälle. Ihr Slogan dabei lautet immer: „Ein neuer Fall für die Erdmännchen – Das Problem wird angepackt und das Rätsel schnell geknackt.“ Dabei schlägt Jan ab der 2. Staffel Henry immer mit einem Arm auf den Bauch, woraufhin dieser umfällt.
Jan und Henry sind sich charakterlich äußerst ähnlich, Unterschiede sind kaum auszumachen. Nur manchmal, in gefährlichen Situationen scheint Jan etwas hasenfüßig zu sein. Er lässt dann seinen „älteren“ Bruder Henry vorgehen. Dabei benutzt er stets die gleiche Begründung: „Geh du lieber vor, denn wenn es wirklich [Benennung der Gefahr] ist, ist es besser, wenn du vorgehst.“ Ist ein Verdächtiger gefasst, sagt Henry oft: „Das habe ich mir gleich gedacht.“  In einigen Situationen reagiert Henry immer sehr überrascht mit einem „Wa-wa-wa-wa-was?“
Jan und Henry sind von kindlichem Gemüt. Dies zeigt sich etwa, wenn sie fremde Personen mit „Hallo Mann“ oder „Hallo Frau“ bzw. mit ihrer Berufsbezeichnung, etwa „Hallo Parfümverkäuferin“ von oder „Hallo Knackwurstverkäuferin“ ansprechen. Oder z. B., wenn sie völlig aufregt den Kommissar in seinem Büro überfallartig aufsuchen und unisono rufen: „Herr Kommissar, Herr Kommissar!“ Als Kinder gehen sie durch die Erwachsenenwelt und lösen die sich ihnen präsentierenden Fälle. Man erlebt Jan und Henry stets gut gelaunt, geradezu fröhlich. Auch eine gewisse Gutmütigkeit ist ihnen eigen. Nur bei Ungerechtigkeiten können sie aufgebracht reagieren. Zudem gibt es zwischen Jan und Henry keine ernstzunehmenden Konflikte. Sollte sich eine Meinungsverschiedenheit anbahnen, lösen sie sie in kürzester Zeit, und zwar mit Humor und beiderseitigem Entgegenkommen. Nach der Überführung der Täter zeigen sie diesen stets ihr Fehlverhalten auf, jedoch ist ihnen dabei edukatorischer Eifer oder ein erhobener Zeigefinger fremd. Sollte der Überführte eine Strafe bekommen, findet dies stets ihre Billigung, ohne aber dem so Bestraften den Rückweg in die Gemeinschaft zu verwehren. Insgesamt zeigen Jan und Henry eine gesunde, weil ausgewogene Reaktion auf die Verletzung von sittlichen oder rechtlichen Normen.
In ihrer Arbeit erscheinen sie als etwas oberflächlich. In jedem Fall, den sie bearbeiten, verdächtigen sie einen oder zwei Unschuldige, bevor sie den echten Täter überführen. Ein Lerneffekt scheint sich dabei nicht einzustellen, bei jedem Fall passiert dies.

### Gräfin von Undzu
Gräfin von Undzu ist eine Bekannte von Jan und Henry. Sie wird von Ute Willing verkörpert und tritt in vielen Folgen auf. Ihr Vorname wird nicht genannt. Sie ist ledig und lebt mit in einem Schloss mit ihrem Butler Wilhelm, einem Pinguin, der in manchen Folgen auch Johann heißt. Sie ist nach ihren eigenen Angaben „schrecklich reich“. Dadurch verbreitet die Serie den Irrtum, dass Adelige immer reich sind, zumal auch nicht gezeigt wird, dass die Gräfin arbeitet. Daher kann sie sich viele Dinge kaufen, wie einen Minigolfplatz, eine pinke Stretchlimousine, das Küchengerät MixMax 2000 oder gar ein ganzes Schloss. In ihrer Freizeit strickt und näht sie und gewinnt dadurch auch Preise oder verkauft ihre Erzeugnisse. Weitere Familienmitglieder (außer ihrer Vorfahren), Freunde oder Bekannte sind nicht bekannt, bis auf ihren Konkurrenten, Graf von Wegen, der ihr immer Sachen „vor der Nase wegkauft“, wie etwa eine Ohrenstöpselfabrik („Ohris“). Die Gräfin hält etwas auf ihre aristokratische Abstammung, ohne jedoch annähernd irgendeinen Standesdünkel zu besitzen. So fällt sie durch eine durchgängig gepflegte Kleidung auf, Tischmanieren sind ihr ebenso wichtig wie ihr Stammbaum. Zu ihren Vorfahren gehören z. B. die Gräfin von Täne und der Graf von Due.
Die Gräfin ist stets gut gelaunt und von positivem Gemüt, manchmal etwas aufgekratzt. Sie versucht immer, anderen Menschen und Tieren zu helfen, unter anderem durch ihr Geld, indem sie z. B. sich einen Wald kauft, damit er nicht abgeholzt wird. Sie ist teilweise etwas größenwahnsinnig und naiv. Dies zeigt sich, da sie kein normales Haustier halten möchte, sondern einen drei Meter hohen Bären oder kein normales Auto fahren möchte, sondern die oben genannte sehr lange Stretchlimousine. Die Gräfin von Undzu unternahm auch den Versuch, dem kleinbürgerlichen Krokodilmädchen Krokodella Tischsitten beizubringen, ein Versuch, der angesichts Krokodellas Dispositionen zum Scheitern verurteilt war. Des Weiteren spendet sie die Erlöse verschiedener Unternehmungen. Auch tritt sie immer fröhlich auf: Wenn ihr etwas gestohlen wurde, ist sie eher entrüstet, aber in keiner Weise traurig, böse oder verlangte nach Strafe. Sie verzeiht auch in der Regel den Verbrechern, auch wenn diese sie schon mehrmals betrogen haben. Aber trotzdem lässt sie sich nie aus der Ruhe bringen und bewahrt sich ihre positive Grundstimmung. Insofern ähnelt sie Jan und Henry.

### Krokodella
Krokodella ist ein Krokodilmädchen. Äußeres und Inneres kontrastieren bei ihr stark. Sie trägt ein süßes Blümchenkleid und hat blonde Locken. Demgegenüber hat sie eine sehr tiefe, raue Stimme und ist grob, laut, oft vulgär und beleidigend. Jan und Henry bezeichnen sie beschönigend: „Schon wieder die Krokodella, die ist immer so unangenehm.“ Krokodella über Jan und Henry: „Fusselbürsten“ oder „Fellverschwendungen“. Dementsprechend versuchen Jan und Henry oft, Krokodella aus dem Weg zu gehen, was natürlich, allein wegen der Dramaturgie, nicht immer gelingt.
Krokodella verkörpert das freche Nachbarskind. Es ist immer da, eigentlich will keiner etwas mit ihm zu tun haben, es will aber gerne mitspielen. Das Mitspielenwollen äußert sich bei Krokodella indes recht speziell. Sie strebt nach Höherem: Sie will reich werden, sie will eine berühmte Künstlerin werden und dergleichen. Sie versucht sogar, „lieb“ zu sein, jedenfalls weiß sie, dass Liebsein eine Anforderung der Gesellschaft oder der Erwachsenen ist („Sei lieb!“), der sie anscheinend genügen will, genauso wie Reichtum oder Berühmtheit. Das Liebsein versucht Krokodella in der ihr eigenen Art: laut, grob und aggressiv. Wenn dies nicht gelingt, beteuert sie: „Ich bin ganz lieb.“ Es klingt allerdings wie eine ihrer Drohungen. Möglicherweise sucht Krokodella nach Anerkennung, verkennend, dass alle diese die falschen Wege sind. Es sind die falschen Vorstellungen mancher Kinder und Jugendlicher über den „Erfolg“ im Leben. Ihre Versuche gelingen ihr auch nie, Jan und Henry beobachten ihre ganzen Unternehmungen immer recht ungläubig und mit einem gerüttelt Maß an Skepsis. Krokodella bleibt dies nicht verbogen. Dadurch hat sich ihr Standardsatz entwickelt: „Ihr werdet schon noch sehen.“ Dem Zuschauer ist klar: Dazu wird es nie kommen. Die inflationäre Verwendung des Satzes deutet auf ihren steten Misserfolg hin. Krokodella ist insgesamt, wie Jan und Henry, ein Kind, was in einer Kindersendung freilich auch nicht verwundert.
Zentral bei Krokodella sind – für die erzählten Geschichten, aber auch für ihre Biographie – ihre permanenten Regelverletzungen. In zahlreichen Folgen ist sie die Täterin. So versieht sie etwa die Speisen in einem Restaurant mit Chilisoße, um den leidenden Gästen vor dem Lokal löschenden Joghurt zu einem Wucherpreis zu verkaufen. Einer ihrer diversen Versuche, „reich“ zu werden. Ihre vielen Täterschaften verweisen, auf den stark ausgeprägten Drang, die von ihr als richtig erkannten Ziele im Leben zu erreichen, aber immer ohne Erfolg. Sie wird immer von Jan und Henry erwischt und muss Strafen verbüßen. In dem genannten Fall etwa muss sie abspülen. Die Strafen nimmt sie vordergründig an, verrichtet die ihr aufgetragene Arbeit aber nur widerwillig. Letztlich akzeptiert sie die Strafen nicht und erfasst auch nicht deren Sinn. Dies zeigt sich spätestens bei der nächsten Grenzüberschreitung. Eine günstige Sozialprognose kann ihr damit nicht gegeben werden.

### Der Kommissar
Der Kommissar wird von Michael Kessler gespielt. Er erscheint in nahezu allen Folgen. Sein Name ist nicht bekannt, er wird nur „Herr Kommissar“ genannt, seine Schwester nennt ihn „Bruder“. Er ist das offizielle, aber nicht unbedingt professionelle Pendant zu Jan und Henry. Auch der Kommissar versucht, Fälle zu lösen.
Er bezeichnet sich selbst und immerzu als „besten Kommissar der Welt“. Das Gegenteil dürfte der Fall sein. Soweit erkennbar, ist es ihm in keiner der Folgen gelungen, einen Fall zu lösen. Der Kommissar gibt den Clown in der Serie, bisweilen etwas übertrieben. Er ist ungeschickt, laut, besserwisserisch und herrisch.
Der Kommissar ist letztlich kein Polizist, sondern ein Bürokrat, schon im Äußeren. Stets trägt er ein Cordsakko, Krawatte und einen strengen Scheitel. Seine Stärken sind das Abheften von Akten und die Aktenbearbeitung, nicht inhaltlich, sondern das Stapeln und Ähnliches. Er hält sich sklavisch, regelrecht mit Lust an die Dienstvorschriften. Demgemäß begleitet er seine absurden Handlungen, halb rechtfertigend, halb belehrend, ebenfalls mit einem Standardsatz: „Vorschrift ist Vorschrift“.
Sein Verhältnis zu Jan und Henry ist ambivalent. Einerseits ist er von ihnen genervt, wenn sie ihn in seinem Büro überfallen oder wenn sie sich in die Polizeiarbeit einmischen. Immer, wenn die Erdmännchen sein Büro betreten, sagt er: „Ihr habt mir gerade noch gefehlt.“ Auch dieser Satz ist doppeldeutig: Einerseits ist er genervt, andererseits braucht er sie zum Lösen der Fälle. Es scheint auch immer etwas Eifersucht hindurch, wenn die Erdmännchen einmal wieder einen Fall gelöst haben, er einmal wieder nicht. Er behauptet dann jedes Mal, er habe von Anfang an gewusst, wer der Täter war oder genau das vorschlagen wollte, was Jan und Henry kurz davor gesagt haben. Andererseits erkennt der Kommissar an, dass Jan und Henry sehr erfolgreich sind. Dass er dies sogar vor Dritten erwähnt, ist ihm zugutezuhalten. Er hat Jan und Henry sogar zum Dank einmal zum Essen eingeladen und beschenkt.

## Sprecher und weitere Rollen

### Hauptrollen
- Erdmännchen Jan: Martin Reinl
- Erdmännchen Henry: Carsten Haffke
- Gräfin von Undzu: Ute Willing
- Krokodilmädchen Krokodella: Carsten Haffke
- Der Kommissar: Michael Kessler

### Nebenrollen
- Schwester des Kommissars: Petra Nadolny[4]
- Graf von Wegen: Jochen Horst[5]
- Zauberer Aubergini / als er selbst: Guildo Horn[5]
- Detektivprüferin: Katharina Thalbach[5]
- Naturschützer aus Folge 6: Simon Böer[6]

Ebenfalls spielen viele bekannte Schauspieler und andere Prominente kleine Rollen in einzelnen Folgen mit, etwa Oliver Kalkofe, Susanne Pätzold, Annette Frier, Götz Otto, Matthias Matschke, Bürger Lars Dietrich, Patrick Bach, Linda Zervakis, Peter Nottmeier, Henning Baum etc.

## Sonstiges
Während der ganzen Serie kommen sehr viele popkulturelle Anspielungen vor, die meist auf Wortspielen basieren. So gibt es als wiederkehrende Figur ein blondes Huhn als Schlagersängerin Leghenne Fischer. In einer Folge soll sie von einem Stunthasen namens Florian Silbernäschen, das Stunthäschen gedoubelt werden. In weiteren Folge kommt episodisch eine diebische Elster namens Hannelore Elster, ein Biber namens Butzemann, ein Ausbrecher-Kater namens Al Katzone, der Bauchredner Rene Grummel oder auch ein Gruselfilmregisseur Alfred Hotchkick vor. Dieser hat einen Raben bei sich, der eine Anspielung auf Hitchcocks Die Vögel aufweist. Auch werden die Comicfigur Donald Dackel und die Buchfigur Prinzessin Lillifurz erwähnt oder Poster der Spastelruther Katzen und für Der blaue Hai oder Die Grüne und das Biest sind im Hintergrund zu sehen. Ebenfalls kommen viele Wortspiele vor, etwa wird ein Kater, der Hanteln trägt als Muskelkater bezeichnet, eine Brieftaube wünscht sich zu Weihnachten einen Federhalter, ein Hund mit einem Fön nennt sich in einer Folge Windhund, ein Frosch, der einen Ballon platzen lässt, wird als Knallfrosch bezeichnet und der Kommissar hat als Polizeischüler einen Polizeisig. Als ein Fuchs des Diebstahls einer Gans verdächtigt wird, zitieren die Charaktere das Lied Fuchs, du hast die Gans gestohlen.

## Auszeichnungen
Im Jahr 2016 wurde die Pilotfolge, Jan & Henry und der Bilderdieb, für den Grimme-Preis nominiert und die Serie 2014 mit dem Kindermedienpreis Emil sowie 2019 dem Goldenen Spatz ausgezeichnet.

## Ausstrahlungen
Die Serie wird jährlich im 4. Quartal ausgestrahlt. Die Staffeln 1 bis 6 bestehen aus 12, Staffel 7 besteht aus 9 Episoden. Die Staffel 8 umfasst bisher 3 Episoden.

### Übersicht

#### Staffel 1
1. Doppelgänger
2. Zum in die Luft gehen
3. Der Nudeltrick
4. Die schmucklose Gräfin
5. Falsche Fuffziger
6. Das Monster im See
7. Konzert ohne Töne
8. Ein dreckiger Deal
9. Hör mal, wer da klaut
10. Schatzjäger auf Abwegen
11. Das Wunder von Köln
12. Scharfe Sache

#### Staffel 2
1. Die Ufo-Invasion
2. Völlig von den Socken
3. Die Detektivprüfung
4. Platte Reifen
5. Das Quiz
6. Kommissar unter Verdacht
7. Die letzte Seite
8. Streifenfrei
9. Die Schwester ist immer dabei
10. Die Wahrsagerin
11. Kleine Welt
12. Das Spukschloss

#### Staffel 3
1. Schnee im Sommer
2. Ein komischer Vogel
3. Die Zeit läuft
4. Tierische Bilder
5. Krokodella in Gips
6. Es stinkt zum Himmel
7. Böse Schwester
8. Der Preis
9. Weihnachtsmann gesucht – Teil 1
10. Weihnachtsmann gesucht – Teil 2
11. Weihnachtsmann gesucht – Teil 3
12. Weihnachtsmann gesucht – Teil 4

#### Staffel 4
1. Der Gemüse-Western
2. Chaos bei der Feuerwehr
3. Eingesperrt
4. Tütü in grün
5. Der verzauberte Minigolfplatz
6. Alles in Ordnung
7. Diva in Fetzen
8. Allerlei Ei
9. Halbe Würstchen
10. Ein Krokodil im Bett
11. Der Babysitterschreck
12. Gespenstische Hochzeit

#### Staffel 5
1. Das Doppel-Dinner
2. Der Marathon
3. Der Knödelklau
4. Glück gehabt
5. Die Gartenbande
6. Der Gepäck-Schreck
7. Die Müll-Affuhr
8. Der sprechende Pudding
9. Die rollende Gräfin
10. Die letzten Dinosaurier
11. Klopapier und bunte Bären
12. Das Popel-Problem

#### Staffel 6
1. Gräfin Krokodella
2. Der Vulkanausbruch
3. Ein verschachtelter Fall
4. Die Gräfin und der Bär
5. Flussverschmutzung
6. Der Hausaufgabenschwindel
7. Das geklaute Auto
8. Die Schwester hinter Gittern
9. Das Campingabenteuer – Teil 1
10. Das Campingabenteuer – Teil 2
11. Das Campingabenteuer – Teil 3
12. Das Campingabenteuer – Teil 4

#### Staffel 7
1. Der mysteriöse Meisterdetektiv
2. Die rennende Ritterrüstung
3. Der Traumtyp
4. Der Kunterbunte Kleiderklau
5. Das entführte Erdmännchen
6. Krokodella Online-Star
7. Chaos mit dem Kommissar
8. Die Käse-Katastrophe
9. Unter Hunden[7]

#### Staffel 8
1. Ganz schön gruselig – Teil 1
2. Ganz schön gruselig – Teil 2
3. Ganz schön gruselig – Teil 3